# Illés Árpád
Illés Árpád (Kisköcsk, 1908. május 20.– Budapest, 1980. március 24.) festőművész.

## Életrajza
Édesapja Mayer Károly mezőgazdász, Édesanyja Edvi Illyés Hermina. Önéletrajza szerint családja mind apai mind anyai ágon három évszázados győri gyökerekkel rendelkezik. A Confessio folyóiratban megjelent interjúban ez áll Illés Árpád apai felmenőiről:
„Kossuth Lajos neve és szelleme az Illés családban napjainkig ható erő: édesapját Kossuth tartotta keresztvíz alá, s nagyapját Kossuth egy turini keltezésű levélben mint a szabadságért harcolók példaképét állítja a nemzet elé.”
1941-től belügyminiszteri engedéllyel viseli édesanyja vezetéknevét. Középiskolába Győrött járt, képzőművészi tanulmányait az 1928–33-as években a Magyar Királyi Képzőművészeti Főiskolán folytatta. 1930-ban Horváth Árpád barátjával Németországba utazott, ahol nagy múzeumokat, kiállításokat látogatott. 1936-ban feleségül vette Bodenmüller Alizt, akitől rövidesen elvált. Budapesten a Sas utcai műtermében alakult és ülésezett a költő emlékét ápoló informális Tóth Árpád Társaság. A társaság tagjai, Hajnal Anna és Waldapfel Imre adták ki 1937 és 1938 között a rövid életű Argonauták folyóiratot, melynek címlapját tervezte, ezen kívül alkalmazott grafikával, plakát és könyvcímlaptervekkel, merkantil jellegű kiállítási grafikával gondoskodott megélhetéséről, ami rövidebb-hosszabb időre elvonta a festéstől. 1947-ben feleségül vette Beszinger Erzsébetet, akitől három gyermeke született. 1947 és 1948 között a Zeneakadémia kistermében működő Vígopera szcenikusa, majd 1949-től 1975-ig több mint ötven kiállítás látványtervezője, kivitelezője volt. 1959-től 1969-ig általános iskolai rajztanárként működött. Fiatal kora óta barátja volt Weöres Sándor, akivel kölcsönösen inspiráló alkotói kapcsolatban állt. Ennek eredményeként több festmény által ihletett költemény, illetve vers alapján készült festmény született. A még vidéken élt Weöres Sándor budapesti látogatásai során Illés Árpád műtermében aludt, a festő pedig gyakori vendég volt a költő csöngei szülőházában. Weöres Sándor csöngei emlékházának falán található az alvó költőt ábrázoló nagy méretű, Illés Árpád által készített festmény. 
Weöres Sándor Tűzkút (1964; Magvető) és a Merülő Saturnus (1968, Magvető) köteteinek címlapját éppúgy Illés Árpád tervezte, mint A teljesség felé című kötetének a borítólapját, tipográfiáját és könyvdíszeit. melyet a költő mesterének, Hamvas Bélának ajánlott.
A Király (a szovjet megszállás éveiben Majakovszkij) utcai műtermében számos hazai és határon túli művész gyakori vendég volt, köztük  Albert Zsuzsa, Balla László, Bella István, Deák László, Fehér Ferenc, Gyurkovics Tibor,  Hajnal Gábor, Jánosy István, Jung Károly, Káldi János, Károlyi Amy,  Keresztury Dezső,  Nagy Gáspár, Rákos Sándor, Szerb György, Tolnai Ottó, Tóth Bálint, Vargha Balázs. Évekig szoros barátságot ápolt Füst Milánnal, akivel kapcsolata csak az 1956-os forradalmat követő években lazult meg.
Számos zeneszerzővel (Bozay Attila, Durkó Zsolt, Farkas Ferenc, Károlyi Pál, Maros Miklós,  Kurtág György, Szőllősy András) szoros barátságot ápolt. A Magyar Hanglemezgyártó Vállalat kortárs magyar zeneszerzők műveit bemutató sorozata több hanglemezének borítóján festményeinek reprodukciói találhatók: (Bozay Attila, Durkó Zsolt, Kadosa Pál, Maros Miklós, Szőllősy András).  A Muzsika című folyóiratban megjelent írásában részletesen szól a zene meghatározó szerepéről alkotásai megszületésében.
Robert Graves angol költő, regényíró, esszéista 1971-ben Devecseri Gábor közvetítésével felkereste a festőt, s a művész jellegzetes motívumaiban "az élet legősibb megnyilatkozásának, az 'őssejtnek' ('ősmorulának') képi formáját vélte felfedezni.
1980-ban halt meg Budapesten.

## Emlékezete
Emlékét számtalan műve mellett leánya, Illés Eszter szerkesztésében 2005-ben megjelent emlékkönyv őrzi, kiadását a Deák László barátja vezetésével működő Orpheusz Kiadó vállalta fel. Weöres Sándor születési centenáriumáról az Országos Széchényi Könyvtár 2013-ban kiállítással emlékezett meg, mely a festő egyik metszetének címét választotta mottóul: „Weöres Sándor a Napot és a Holdat igazgatja”. A kiállítás interneten fellelhető honlapja részletes információt nyújt a költő és a festő barátságáról, ennek tárgyi emlékeiről.
Illés Árpád születésénék 111. évfordulójára három festményéből készitett animációs kisfilmet unokája, Illés Katalin Erzsébet. A festményeket a festő fia, Illés Ádám fényképész digitalizálta. A kisfilmet az Anilogue Nemzetközi Animációs Filmfesztiválon is levetitették 2019-ben Budapesten.

## Díjai, elismerései
- Fővárosi Pedagógus Képzőművészek kiállítása nívódíj (1972)
- XVII. Szegedi Nyári Tárlat nívódíja (1977)
- Munka Érdemrend Ezüst fokozata (1978)
- Magyar Festészet Napja kiállítás nívódíja (1979)

## Művészi fejlődése
Borsos Miklós és Endrédy György társakkal együtt tanultak rajzolni a győri középiskolás évek során. Tanárai Pandur József és Békéssy Leó voltak. 1924–25-től rendszeresen részt vett Győrött a Képzőművészeti Társulat kiállításain. Egy ízben Budapesten is kiállították egy művét a Nemzeti Szalonban a vidéki művészeti egyesületek kiállításán. Borsos Miklós ajándékozta meg egy Gulácsy-monográfiával, mely pályája döntő eseményévé vált, mivel Gulácsy Lajos hatása sokáig tükröződött munkáiban. Ekkoriban futurista és más modernista kísérleteket is folytatott, de ezeket a munkáit később megsemmisítette. A Képzőművészeti Főiskolán Rudnay Gyula tanítványa volt, majd 1933-34-ben, a főiskola elvégzését követően Kandó László tanítványaként kapott további képzést.  1933-ban volt az első önálló kiállítása Keszthelyen.  Kiállítás tervező tevékenységéről ez áll a Magyar Múzeumi Arcképcsarnok című kiadványban:
"Orsz. múz.-ok állandó és időszaki kiáll.-ainak művészeti tervezését irányította. 1949-1975 között tervező művészként kb. 55 múz.-i kiáll.-t rendezett. Első fontosabb múz.-i munkája, László Gyula meghívására, az MNM Történeti Múz.-a állandó kiáll.-ának újrarendezése (1951). Megtervezte a Szépművészeti Múz. Antik gyűjt.-e állandó kiáll.-át (Dobrovits Aladárral és Szilágyi János Györggyel együtt, 1951). Részt vett az MNM 150 éves jubileumi kiáll.-a (1952), a Hunyadi (1956), vmint a Magyar nép története a honfoglalástól 1848-ig c. kiáll. (1962) megrendezéseiben. Keresztury Dezső, Vargha Balázs, Hont Ferenc és mások felkérésére több irodalmi, színháztörténeti kiáll.-t készített az OSZK-ban, az MNM-ben, az Orsz. Színháztörténeti Múz.-ban, a Petőfi Irodalmi Múz.-ban (Vörösmarty, Rákóczi-kora, Petőfi, Déryné vándorútja, 1953; Csokonai, Balassi Bálint, Jókai, 1954; József Attila, 1955; A magyar könyv tizenöt éve, 1961; Új világ épül, 1967). A Néprajzi Múz.-ban többek között Vajda László és Bodrogi Tibor mellett dolgozott a Bíró Lajos-, a Csendes-óceán szigetvilága (1951), az Afrika-kiáll.-on (1956). Fontosabb zenetörténeti kiáll.-ai: Bartók (1955), Haydn (1959-1960), Erkel (1960), Bartók (1961), Kodály (1957, 1972). Egyéb kiemelkedő munkái: a győri Xántus János Múz. állandó kiáll.-a (1952), a Népművészeti Int. megbízásából népművészeti kiáll. (1952), Fészek Klub, M. Táncművészek Szövetsége felszabadulási kiáll. (1960), ELTE Jubileumi kiáll. (1960)."
Sokat dolgozott a Néprajzi Múzeumban, ahol felfedezte a természeti népek művészetét.  1959-ben Szervánszky Jenő műtermében állított ki először szürrealista jellegű képeket. 1962-ben Szombathelyen természetelvű balatoni akvarelljeiből volt önálló kiállítása. 1963-ban Budapesten a Fényes Adolf teremben volt az első nagyobb önálló kiállítása. 1967-ben volt az első önálló külföldi kiállítása Oldenburgban, az Ursula Wendtorf Galériában, majd Delmenhorstban a Pro Arte Galériában. 1968-ban részt vett Wilhelmshavenben az új Kunsthalle nyitó „Künstler des 20. Jahrhunderts” című kiállításán. 1968-ban a Hazafias Népfront rendezte meg önálló kiállítását.  1969-ben a Kunsthalle Bielefeld „Künstler aus Ungarn” című kiállításán szerepelt. 1971-ben a Fészek Klubban volt önálló kiállítása. Közben több külföldi tanulmányúton is járt, Franciaország, Svájc Németországban, Hollandiában, Ausztriában, Olaszországban nagy antik és modern képzőművészeti gyűjteményeket és kiállításokat látogatott végig.
Önéletrajzának vallomása szerint:
„A természetet nem másolom, eggyé válok vele. A jelenségekben rejlő igazságot keresem. A romlatlan szépet. A létnek azt a paradicsomi arcát szeretném megmutatni, ami ha nem lenne, nem is volna érdemes élni. Azt az örök humánumot, ami minden igaz küzdelmet igazol.”

## Önálló tárlatok
1945 után
- 1962 • Balatoni akvarellek, Felsőfokú Tanítóképző Intézet díszterme, Szombathely (kat.)
- 1963 • Fényes Adolf Terem, Budapest (kat.)
- 1967 • Kulturális Kapcsolatok Intézete Kiállítóterem, Budapest (kat.)
- • Galerie Ursula Wendtorf, Oldenburg (NSZK, D), (kat.)
- • Galerie Pro Arte, Delmenhorst (NSZK, D)
- 1968 • Országos Elmegyógyintézet kultúrterme (kat.)
- • VI. ker.-i Hazafias Népfront klubterme (kat.)
- 1969 • Művészetbarátok Köre, Budapest
- 1970 • Fészek Klub, Budapest
- • Budapesti Műszaki Egyetem, Martos Flóra Kollégium
- 1971 • Műcsarnok, Győr (kat.)
- 1974 • Ernst Múzeum, Budapest (kat.)
- • Budapesti Műszaki Egyetem, E Klub Galéria, Budapest
- 1975 • Xantus János Múzeum, Győr (kat.)
- 1976 • Budapesti Műszaki Egyetem, Bercsényi Klub, Budapest
- 1978 • Pest megyei Művelődési Központ és Könyvtár, Szentendre (kat.)
- 1980 • Műcsarnok, Győr (kat.)
- • Műcsarnok, Budapest (emlékkiállítás, kat.)
- 1981 • Emlékezés Illés Árpádra, Xantus János Múzeum, Győr
- 1983 • A néphagyomány vonzásában, Almássy Téri Szabadidőközpont (kat.)
- 1991 • Szombathelyi Képtár, Szombathely
- 1998 • Szinyei Szalon (kat.)
- 2001 • Akadémiai Galéria, Győr
- 2004 • Színrelépés, retrospektív kiállítás, Mű-Terem Galéria, Budapest.

## Szakirodalom, újságcikkek
- KERESZTURY D.: Illés Árpád. Felsőfokú Tanítóképző Intézet, Szombathely (kat. bev.), 1962
- LÁSZLÓ GY.: Illés Árpád. Fényes Adolf Terem, Budapest (kat. bev.), 1963
- SZABADI J.: Illés Árpád kiállítása a Fényes A. Teremben. Művészet, 1963/8.
- JÁNOSY: Illés Árpád festőművész kiállítása. Pécs, 1964/2.
- HAITS G.: Műteremlátogatás Illés Árpád festőművésznél. Művészet, 1965/9.
- WEICHARDT, J.: Der Maler Illés Árpád. Europäische Begegnung (Hannover), 1966/1.
- MAJOR M.: Illés Árpád. Kulturális Kapcsolatok Intézete, Budapest (kat. bev.), 1967
- LÁSZLÓ GY. F.: Illés Árpád kiállítása. Életünk (Szombathely), 1967/3.
- MAJOR M.: Illés Árpád új képei. Magyar Építőművészet, 1967/5.
- HAITS G.: Illés Árpád linóleummetszetei. Látóhatár, 1967/5-6.
- MEZEI Á.: Illés Árpád képeinek kiállítása. Művészet, 1967/8.
- WEICHARDT, J.: Árpád Illés. Galerie U. Wendtorf, Oldenburg (kat. bev.), 1967
- WEICHARDT, J.: Der ungarische Maler Árpád Illés. Weltkunst (München), 1967. október 15.
- BALLA L.: Illés Árpád. Országos Elmegyógyintézet Kultúrterem (kat. bev.), 1968
- SZÍJ R.: Illés Árpád. Életünk (Szombathely), 1968/2.
- FRANK J.: Illés Árpádnál. Élet és Irodalom, 1968. június 29.
- SÍK CS.: Megnyitó Illés Árpád budapesti kiállításán. Életünk (Szombathely), 1969/1.
- S. NAGY K.: Vasi művészportrék: Illés Árpád. Vasi Szemle (Szombathely), 1969/2.
- KERÉKGYÁRTÓ, I.: Árpád Illés an Expressive Surrealist. New Hungarian Quarterly, 1971. No. 44.
- S. NAGY K.: Kísérleti felmérés a művészeti ízlésről. Valóság, 1970/5.
- BALLA L.: Illés Árpád. Műcsarnok, Győr (kat. bev.), 1971
- KERÉKGYÁRTÓ I.: Illés Árpád művészetéről. Látóhatár, 1971/7-8.
- ILLÉS Á.: A zene és a társművészetek. Muzsika, 1973/11.
- FRANK J.: Illés Árpád. Ernst Múzeum, Budapest (kat. bev.), 1974
- WEÖRES S.: Illés Árpádról. Kortárs, 1974/2.
- HORVÁTH B.: Két művész az Ernst Múzeumban. Művészet, 1974/3.
- PASSUTH K.: Illés Árpád képei. Tükör, 1974/13.
- KÁLDI J.: Igaz küzdelmek igazolása. Illés Árpád képei. Vasi Szemle (Szombathely), 1974/2.
- SALAMON N.: Illés Árpád. Xantus János Múzeum, Győr (kat. bev.), 1975
- FRANK J.: Szóra bírt műtermek. Budapest, 1975
- WEÖRES S.: Illés Árpád festményei. Új Tükör, 1976/52.
- LÁSZLÓ GY.: Művészetről, művészekről. Írások a képzőművészetről. Budapest, 1978
- JÁNOSY I.: Illés Árpád. Pest megyei Művelődési Központ és Könyvtár, Szentendre (kat. bev.), 1978
- BENCZE L.: Illés Árpád. Műcsarnok, Győr (kat. bev.), 1980
- FRANK J.: Az ismeretlenből érkezett vendég. Illés Árpád portréja. Budapest, 1980/5.
- TOLNAI O.: Illés Árpád. Híd, 1980/2.
- CZIGÁNY GY.: Éneklő festék. Élet és Irodalom, 1980. február 16.
- FRANK J.: Illés Árpád. Műcsarnok (kat.), 1980
- BOSNYÁK S.: A művész nem hazudhat. Beszélgetés Illés Árpád festőművésszel. Confessio, 1981/1.
- CZIGÁNY GY.: Csak a derű óráit számolom..., Budapest, 1981
- FRANK, J.: Portraits and Organic Abstracts (Tibor Vilt, Árpád Illés). New Hungarian Quarterly, 1981/82.
- ALBERT ZS.: Életem, emlékeim. Beszélgetés Illés Árpád festőművésszel. Művészet, 1981/12.
- CSAPÓ GY.: Közelképek – beszélgetések. Budapest, 1983
- BOSNYÁK S.: A néphagyomány vonzásában. Budapest, 1985
- MEZEI O.: Illés Árpád festészete és a magyar szürrealizmus. Életünk (Szombathely), 1991/10.
- MEZEI O.: Rendhagyó modernség. Illés Árpád művészetéről. Kortárs, 1994/1.
- MEZEI O.: Illés Árpád művészete. Műhely, Győr, 1998/5-6. (30 illusztrációval)
- MEZEI O.: Költészet, színek és zene. Illés Árpád kiállításához
- BALLA L.: "Hiányzik a levegő". Illés Árpádnak, baráti emlékül. Új Művészet, 1998/11.
- ALMÁSI T.: A Patkó Imre Gyűjtemény. Győr, 2000
- ALBERT ZS. (szerk.): Legenda Illés Árpád-ról. Műhely, 26., 2001
- Magyar Múzeumi Arcképcsarnok, Pulszky Társaság – Tarsoly Kiadó, Budapest, 2002.
- MATITS F.: Születünk, futunk. (Az Illés Árpád emlékkönyv ismertetése), artmagazin Budapest, 2005/5.
- ILLÉS E. (szerk.): Illés Árpád emlékkönyv. Budapest, 2005.